# Зофія Дзелінська-Балтарович
Зофія Дзелінська-Балтарович (пол. Zofia Dzielińska-Baltarowicz; 23 травня 1894, Старий Яричів — 10 серпня 1970, Краків) — польська скульпторка.

## Біографія
Народилась 23 травня 1894 року у Старому Яричеві в римо-католицькій родині війта Яна Балтаровича і Софії Стефанії з Вееберів. У 1908—1912 роках, під час навчання в середній школі, відвідувала приватні уроки образотворчого мистецтва в Зофії Брюль-Голомб у Новому Яричеві. Протягом 1912—1914 років навчалась у Львові у приватній школі Станіслава Качора-Батовського. У 1915 році відвідувала курси скульптури Зигмунта Курчинського, а у 1915—1916 роках — лекції з історії мистецтва Яна Болоз-Антоневича і філософії Казімежа Твардовського у Львівському університеті. Пізніше навчалась скульптури у віденській Художній школі для жінок. Стала першою студенткою Краківської академії мистецтв. Працювала у Львові від 1931 року. Брала участь у місцевих виставках. Персональна виставка відбулась у червні 1933 року. 1936 року взяла участь у львівському Весняному салоні. Після війни проживала у Кракові. У 1947—1949 роках повернулась до навчання в академії мистецтв. Належала до Спілки польських митців-пластиків. Одружилася з художником Казимиром Яном Дзелінським. Похована на Раковицькому цвинтарі у Кракові.
Роботи
- «Коли повсякденність перервала чарівний сон».[2]
- «Потрійний акорд». Вперше експонувалась у Львові під назвою «Композиція» 1930.[2]
- Погруддя «Данута» (не пізніше 1933).[2]
- «Акт» (бронза).[2]
- Погруддя «Волоцюга» (не пізніше 1933).[2]
- «Тенісист» (1934, бронза).[2]
- «На сніжну вершину» (1934, гіпс).[2]
- «Лижник» (1934, гіпс).[2]
- Погруддя Гуго Коллонтая у парку Йордана в Кракові.[3]